# Parafia Ewangelicko-Augsburska w Poddębicach
Parafia Ewangelicko-Augsburska w Poddębicach – luterańska parafia w Poddębicach, należąca do diecezji warszawskiej Kościoła Ewangelicko-Augsburskiego w RP. Mieści się przy ulicy Konopnickiej. W 2017 liczyła 7 wiernych.

## Historia
Osadnictwo ewangelickie w okolicy Poddębic rozpoczęło się w 1796. Do jego zintensyfikowania doprowadziło uzyskanie przez miejscowość praw miejskich w 1822. Sprowadzeni zostali tutaj luterańscy koloniści narodowości niemieckiej do pracy w przemyśle sukienniczym.
Według informacji z 1825 w mieście istniał szachulcowy kościół ewangelicki. W 1838 Poddębice stały się filiałem parafii w Konstantynowie. W 1853 powstał budynek pastorówki.
Relacje z 1867 zwracały jednak uwagę na bardzo zły stan techniczny świątyni, została ona rozebrana jeszcze w latach 60. XIX wieku. Nowy, murowany kościół wybudowano w 1871.
Według stanu na 1923 Poddębice do należały superintendentury piotrkowskiej Kościoła Ewangelicko-Augsburskiego w RP, stanowiąc filiał parafii w Konstantynowie, liczący około 1200 członków. Filiał zarządzał jednym kościołem, pięcioma salami modlitwy oraz ośmioma cmentarzami. Do jego majątku należały również zabudowania zborowe oraz 2,33 morgi ziemi. 
W 1936 Poddębice stały się samodzielną parafią. W okresie tym zbór liczył około 3000 wiernych.
Do drastycznego zmniejszenia się liczby członków parafii przyczyniły się wydarzenia związane z II wojną światową oraz wysiedlenia osób narodowości niemieckiej po jej zakończeniu, a także wyjazdy mieszkańców miasta do innych ośrodków miejskich w okolicach Łodzi, którzy stali się członkami tamtejszych parafii.
Wobec braku możliwości finansowych utrzymania własnej świątyni przez tak małą wspólnotę, parafia w 2009 dokonała sprzedaży kościoła miastu Poddębice za symboliczną cenę 1 złotego.

## Współczesność

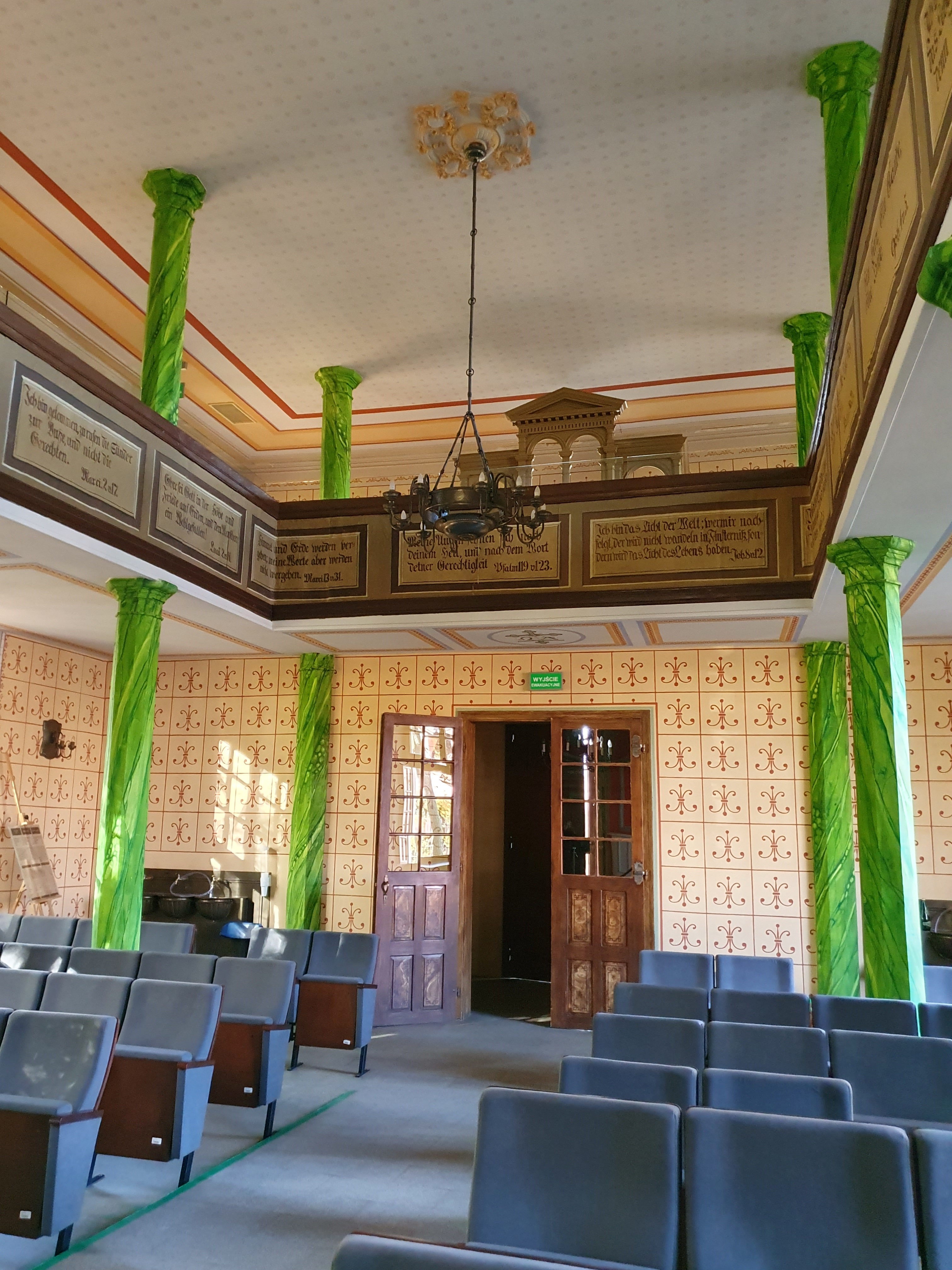
Wnętrze kościoła (pijalni). Baterie z wodą termalną są przy drzwiach wejściowych.

Parafia nie posiada własnego duszpasterza, administrowana jest przez proboszcza parafii ewangelicko-augsburskiej w Pabianicach.
Kościół ewangelicki przy ul. Konopnickiej w Poddębicach od 2014 mieści siedzibę Teatru Integracji oraz pijalnię wód termalnych, jednak jest dzierżawiony od miasta na czas nieokreślony przez parafię. Nabożeństwa prowadzone są w kościele w każdą trzecią niedzielę miesiąca oraz w święta.